# Касии (крейсер)
Касии (яп. 香椎 練習巡洋艦 касии рэнсю:дзюнъё:кан) — японский учебный крейсер, третий и последний из серии лёгких крейсеров «Катори». Служил в императорском флоте Японии во время Второй мировой войны. Назван в честь синтоистского святилища (дзиндзя) в Фукуоке.

## Предыстория
Крейсера типа «Катори» изначально закладывались как учебные суда в 1937—1939 годах в рамках программы строительства вспомогательных судов. С началом войны на Тихом океане они стали использоваться в качестве флагманов различных флотилий (от флотилий субмарин до эскадр сопровождения). По ходу войны корабли обновлялись: на них устанавливались дополнительные зенитные орудия и аппараты для сброса глубинных бомб.

## Служба

### Начало службы
«Касии» строился компанией Mitsubishi на верфи в Йокогаме. 15 июля 1941 года было завершено строительство, и корабль был приписан официально к базе ВМС Сасебо. 31 июля 1941 года в связи с растущей напряжённостью в Тихом океане «Касии» вошёл в состав Южного экспедиционного флота под командованием вице-адмирала Дзисабуро Одзавы. 18 октября 1941 года «Касии» стал флагманом флота, базировавшегося в Сайгоне (Французский Индокитай), а через месяц перешёл в Хайнань: флагманом стал «Тёкай». 5 декабря 1941 года «Касии» покинул мыс Сен-Жака из французского Индокитая, сопровождая семь транспортных судов, перевозивших личный состав 143-го пехотного полка на перешеек Кра (Таиланд) и в Британскую Малайю. Он был всё ещё в пути на момент нападения на Перл-Харбор.

### Начало войны на Тихом океане
После высадок в Малайе и в Таиланде «Касии» вернулся в Камраньский залив 13 декабря 1941 года на встречу с 39 транспортными судами из 2-го Малайского конвоя, которые потом сопровождал вдоль восточного побережья Таиланда и Малайи. С 26 по 28 декабря 1941 года сопровождал 3-й Малайский конвой. 3 января 1942 года эвакуировал войска с горевшего транспорта «Мэйко-мару», загоревшегося у Хайнаня и позже взорвавшегося. С января по март 1942 года патрулировал территорию от Сингапура до Бангкока и восточной Голландской Ост-Индии: у острова Хайнань 3 января принял на борт парашютистов Императорской армии с затонувшего транспорта. 11 февраля 1942 года сопровождал 11 транспортных судов с острова Бангка в сторону Палембанга (Суматра), 12 марта участвовал в операции «Т» (вторжение на север Суматры).
19 марта «Касии» стал флагманом 2-го отряда сопровождения, с которым охранял 32 транспорта с личным составом 56-й пехотной дивизии, десантирующимся в Бирму, а в апреле охранял ещё 46 кораблей с личным составом 18-й пехотной дивизии. 11 апреля вице-адмирал Одзава восстановил «Касии» в должности флагманского судна в Сингапуре, а 14 июля того же года его сместил с поста командира флотом вице-адмирал Денсити Окавати. «Касии» продолжил патрулирование в восточной части Индийского океана у побережья Бирмы, Андаманских островов и Пенанга в течение сентября. 21 сентября вышел из Сайгона в сторону Соломоновых островов с целью оказания помощи японским войскам: для маскировки была установлена вторая фальшивая дымовая труба, чтобы «Касии» приняли за американский крейсер. 8 октября «Касии» прибыл в Рабаул (Новая Британия) и доставил подкрепления. Обратный путь в Сингапур прошёл без происшествий, и до января 1943 года «Касии» продолжил патрулирование.
В январе 1943 года «Касии» встал на ремонт в гавани Кеппел в Сингапуре: у него были усечены мачты, а у грот-мачты была установлена система обнаружения подлодок. Крейсер продолжил нести службу в восточной части Индийского океана с февраля по июль 1943 года. 9 марта командиром 1-го Южного экспедиционного флота Малайских сил, где был крейсер, стал вице-адмирал Ёсикадзу Эндо. С 24 июля по 22 августа 1943 года «Касии» совершил два перехода с целью перевозки войск и припасов в Порт-Блэр и Кар-Никобар. 29 августа 1943 года у острова Вех к северу от Суматры по пути в Сабанг «Касии» был атакован британской субмариной «Трайдент», которая выпустила восемь торпед из носовых аппаратов, однако не попала в крейсер ни разу. С 21 сентября по 27 ноября «Касии» совершил ещё пять походов на Андаманские острова, доставив Императорской армии Японии подкрепления и припасы без единого происшествия.
31 декабря 1943 года «Касии» был переведён в учебный дивизион Куре, прибыв в Этадзиму в феврале 1944 года после ремонта в Сасебо: ожидалось, что он станет учебным кораблём при Военной академии Императорского флота Японии, однако он недолго пробыл там в качестве учебного судна. 25 марта он был переподчинён Штабу генерального командования сопровождения и отправлен на ремонт и улучшение в Военно-морской арсенал Куре. Торпедные аппараты заменили двумя 127-мм сдвоенными морскими орудиями Тип 89, также были установлены четыре строенные 25-мм зенитные орудия Типа 96 (общее число орудий доведено до 20 единиц — 4x3, 4x2), добавлены РЛС воздушного обзора Тип 21, сонар и гидрофон. Задние отсеки переоборудовали для хранения 300 глубинных бомб, на шканцах установили четыре бомбомёта и две рамы для скатывания бомб. Работы завершились 29 апреля 1944 года.

### Конец войны и гибель
3 мая 1944 года в 1-м надводном дивизионе сопровождения контр-адмирала Мицухару Мацуямы флагманом стал крейсер «Касии». Он покинул порт Модзи 29 мая, отправившись в составе эскорта конвоя в сторону Сингапура. 2 июня американская подлодка «Гитарро» обнаружила конвой к востоку от Тайваня и потопила один из кораблей двумя торпедами, сам «Касии» не пострадал. Он прибыл 12 июня в Сингапур с оставшимися судами из конвоя. 28 июня в Куре состоялась очередная доработка: установлены ещё 10 одинарных 25-мм зенитных орудий Тип 96, вследствие чего число артиллерийских стволов выросло до 30 (4x3, 4x2, 10x1), а также была установлен РЛС надводного обзора Тип 22. 13 июля «Касии» вышел из порта Мозди в сопровождении конвоя HI-69 в Лузон (Филиппины), на бортах охраняемых кораблей была авиация. Конвой дошёл до Манилы, выгрузив всю авиацию, и без происшествий вернулся сначала в Сингапур, а потом и в Модзи 15 августа.
25 августа состоялась ещё одна миссия по охране конвоя, шедшего на Филиппины. На обратном пути «Касии» возглавил 5-ю группу сопровождения контр-адмирала Сецудзо Ёситоми, охранявшую конвой HI-74. 16 сентября конвой был атакован американскими подлодками «Куинфиш» и «Барб», которые уничтожили два нефтяных танкера и авианосец «Унъё». Погибло более 900 человек, 48 самолётов ушли на дно. «Касии» принял на борт 761 выжившего человека и добрался до Модзи 23 сентября. С 26 октября по 9 ноября крейсер охранял конвой HI-79, шедший в Сингапур, а затем с 17 ноября по 4 декабря без происшествий вернулся в Сасебо. Параллельно контр-адмирал Сиро Сибуя возглавил 101-ю группу сопровождения, где находился «Касии», вместо Ёситоми.
10 декабря 1944 года «Касии» вошёл в 1-ю надводную группу сопровождения и покинул Модзи, отправившись в Такао в составе охраны транспортов Императорской армии Японии. Из Такао крейсер отправился в составе другого конвоя в Сингапур: 25 декабря на конвой совершили налёт бомбардировщики B-25 Mitchell армейской авиации США, однако конвой отделался небольшим ущербом. В обратную дорогу отправился конвой HI-86, состоявший из 10 кораблей (4 танкера и 6 сухогрузов) и пяти фрегатов 101-й группы сопровождения: все вышли из Сингапура 30 декабря 1944 года. 12 января 1945 года после выхода конвоя из порта Куинён в заливе их обнаружили бомбардировщики 38-й оперативной группы ВМС США, куда входили авианосцы «Лексингтон», «Хорнет», «Хэнкок», «Эссекс», «Тикондерога», «Лэнгли» и «Сан-Хасинто». В результате налёта палубной авиации ВМС США был уничтожен почти весь конвой: в правый борт «Касии» попала торпеда, выпущенная торпедоносцем Grumman TBF Avenger, затем две бомбы, сброшенные Curtiss SB2C Helldiver, угодили в корму, что привело к детонации хранившихся там глубинных бомб и взрыву корабля. Крейсер затонул носом вверх: из 640 человек спасти удалось только 19.
«Касии» был окончательно исключён из списков Императорского флота 20 марта 1945 года.